# ميغيل دي أندريس
ميغيل دي أندريس (بالإسبانية: Miguel de Andrés) (8 أكتوبر 1957 في إسبانيا - ) هو لاعب كرة قدم إسباني في مركز الوسط، شارك في الألعاب الأولمبية الصيفية 1980. وشارك مع منتخب إسبانيا تحت 18 سنة لكرة القدم ومنتخب إسبانيا تحت 23 سنة لكرة القدم ومنتخب إسبانيا لكرة القدم. أما مع النوادي، فقد لعب مع أتلتيك بيلباو ب وأتلتيك بيلباو ونادي كاستييون ومنتخب إسبانيا لكرة القدم للهواة.

## وصلات خارجية
- ميغيل دي أندريس على موقع الاتحاد الدولي (مؤرشف)  (الإنجليزية)
- ميغيل دي أندريس على موقع قاعدة بيانات كرة القدم.إي يو (الإنجليزية)
- ميغيل دي أندريس على موقع ناشيونال فوتبول تيمز (الإنجليزية)
- ميغيل دي أندريس على موقع أوليمبيديا (الإنجليزية)